# Понте, Джуди
Мария Хустина Понте Гарсия, более известная как Джуди Понте исп. María Justina Ponte García, mas conocido como Judy Ponte (1926, Мехико, Мексика — 24 июля 2004, там же) — мексиканская актриса театра и кино.

## Биография
Родилась в 1926 году в Мехико. Свою творческую карьеру она начала в 1953 году в качестве театральной актрисы, участвуя в таких спектаклях, как: «Искоренённые» и «Лето и дым в постановке Хавьера Рохаса, «Мадре Корахе» в постановке Игнасио Ретеса, где она играла вместе с актрисой Марией Тересой Монтойя.
В мексиканском кинематографе дебютировала в 1955 году в фильме «Соперница» вместе с Аугусто Бенедико и Лилией дель Валье и до 2000 года снялась в 17 работах в кино и телесериалах. В 1961 году она сыграла в фильме «Неграмотный» вместе с Кантинфласом. Кроме того, в мексиканских телесериалах выделялось ее участие в комедийном сериале «Моя секретарша» в роли её тёзки Джуди, а также в телесериалах, как «Бандиты с замёрзшей реки», «Женщина, случаи из реальной жизни», «Общество скупцов», «Отверженные», «Первая любовь» (последняя роль в кино), «Салон красоты» и «Шалунья».
Скончалась 24 июля 2004 года в Мехико.

## Личная жизнь
Джуди Понте была замужем дважды.
| Годы замужества | Имя супруга   | Статус замужества                       | Наличие детей и их имена |
| --------------- | ------------- | --------------------------------------- | ------------------------ |
| ????            | Херман Роблес | Развод                                  | Нет                      |
| ????            | Хорхе Масиас  | Окончание брака в связи со смертью мужа | Сын                      |

## Фильмография

### Телесериалы
| Год       | Название телесериала              | Роль          |
| --------- | --------------------------------- | ------------- |
| 1960      | Амбициозная                       |               |
| 1973      | Отверженные                       | Сестра Боргон |
| 1975      | Моя секретарша                    | Джуди         |
| 1976      | Бандиты с замёрзшей реки          | Хипита        |
| 1985      | Салон красоты                     |               |
| 1985-2007 | Женщина, случаи из реальной жизни |               |
| 1987-88   | Общество скупцов                  |               |
| 1998      | Шалунья                           | Кармен        |
| 2000-01   | Первая любовь                     |               |

### Фильмы
| Год  | Название фильма                     | Роль             |
| ---- | ----------------------------------- | ---------------- |
| 1955 | Соперник                            |                  |
| 1957 | Los televisionudos (не переводится) |                  |
| 1959 | Что это была за ночь                |                  |
| 1960 | Опасности молодости                 | Подруга Матильде |
| 1961 | Неграмотный                         | Офелия Гонсалес  |
| 1963 | Любовь пришла в Халиско             |                  |
| 1989 | Дамы в отвращении                   | Лидия Иригойен   |
| 1992 | Кривые движения                     |                  |